# Ovada
Ovada (Oâ, Uà, và Guà in Ligurian; Ovà in Piedmontese) là một đô thị ở tỉnh Alessandria trong vùng Piedmont của Italia, có vị trí cách khoảng 90 km về phía đông nam của Torino và khoảng 30 km về phía nam của Alessandria. Tại thời điểm ngày 31 tháng 12 năm 2004, đô thị này có dân số 11.673 người và diện tích là 35,3 km².
Đô thị Ovada có các frazioni (các đơn vị cấp dưới, chủ yếu là các làng) Costa, Gnocchetto, Grillano, và San Lorenzo.
Ovada giáp các đô thị: Belforte Monferrato, Cremolino, Molare, Rocca Grimalda, Rossiglione, Silvano d'Orba, Tagliolo Monferrato, và Trisobbio.

## Notables
- Saint Paul of the Cross (1694–1775), mystic.